# Wapen van Willeskop

Het wapen van Willeskop

Het wapen van Willeskop werd op 9 december 1907 per Koninklijk Besluit, nummer 64, verleend aan de Utrechtse gemeente Willeskop. Het wapen is gebaseerd op het wapen van de ambachtsheerlijkheid Williscop. De gemeente is op 1 januari 1818 van de gemeente Montfoort afgesplitst en ging op 1 januari 1989 weer op in die gemeente.

## Blazoenering
De blazoenering van het wapen luidt als volgt:
Gevierendeeld; I van zilver met een wildeman van sabel, het gelaat aanziende, met de rechterhand een strijdkolf van azuur over den schouder houdende, ten halven lijve oprijzende uit een grond van natuurlijke kleur; II en III van zilver met drie molenijzers van keel, geplaatst 2 en 1; IV van zilver met 2 zwanen van hetzelfde, gebekt van keel, achter elkander zwemmende in een water, golvend gedwarsbalkt van zeven stukken, sinopel en zilver. Het schild gedekt met een helmkroon.
Het wapen is in vier kwartieren gedeeld. Ze zijn alle vier van zilver. In het eerste kwartier staat een zwarte wildeman met een blauwe knuppel die op zijn rechterschouder rust. Officieel mogen blauw en zwart niet op elkaar geplaatst worden in de heraldiek. Echter omdat het om een apart lichaamsdeel gaat is het nu wel toegestaan. De wildeman kijkt, als het ware, de toeschouwer aan. Alles onder de knieën is verborgen onder een bruine grond.
Het tweede en derde kwartier zijn gelijk aan elkaar. Deze twee delen zijn gebaseerd op het wapen van Montfoort. De kwartieren vertonen drie rode molenijzers met twee ijzers bovenin en een onderin.
Het laatste kwartier heeft twee zilveren zwanen met rode snavels. De zwanen "zwemmen" op de bovenste van een aantal afwisselend groen en zilveren, gegolfde, dwarsblaken. Doordat de zwanen als zilver beschreven zijn is dit een raadselwapen, want zilver mag niet op zilver geplaatst worden.
De helmkroon is een gouden kroon van drie bladeren met daartussen twee parels; een zogenaamde gravenkroon.

## Geschiedenis
Het wapen van de gemeente Willeskop is afgeleid van dat van de heerlijkheid Williscop. Bij de twee wapens zijn het eerste en vierde kwartier van plaats verwisseld. De twee verwisselde kwartieren zijn mogelijk sprekende elementen. In de 18e eeuw is er mogelijk een verband gelegd tussen Willeskop en wildeman.
De molenijzers komen uit het wapen van de familie Van Montfoort. Deze familie heeft de heerlijkheid vanaf 1376 in bezit gehad. Latere eigenaren hebben de molenijzers als wapenstukken behouden.
In het vierde kwartier komen twee zwanen uit het wapen van de familie Van Foreest voor. Zij voerden het wapen met hun eigen zwanen in het eerste kwartier als heerlijkheidswapen.

## Overeenkomstige wapens

Het wapen van de ambachtsheerlijkheid Williscop
Het wapen van de familie Van Montfoort
Het wapen van Montfoort

Abcoude
· Abcoude-Baambrugge
· Abcoude-Proostdij
· Achttienhoven
· Amerongen
· Benschop
· Breukelen
· Breukelen-Nijenrode
· Breukelen-Sint Pieters
· Bunnik
· Cothen
· Darthuizen
· De Vuursche
· Doorn
· Driebergen
· Driebergen-Rijsenburg
· Everdingen
· Haarzuilens
· Hagestein
· Harmelen
· Hoenkoop
· Hoogland
· Houten
· Indijk
· Jaarsveld
· Jutphaas
· Kamerik
· Kockengen
· Langbroek
· Leersum
· Linschoten
· Loenen
· Loenersloot
· Loosdrecht
· Maarn
· Maarssen
· Maarsseveen
· Maartensdijk
· Mijdrecht
· Nigtevecht
· Noord-Polsbroek
· Odijk
· Oudenrijn
· Polsbroek
· Rijsenburg
· Ruwiel
· Schalkwijk
· Snelrewaard
· Sterkenburg
· Stoutenburg
· Tienhoven
· Vianen 
· Vinkeveen
· Vinkeveen en Waverveen
· Vleuten
· Vleuten-De Meern
· Vreeland
· Vreeswijk
· Waarder
· Waverveen
· Werkhoven
· Westbroek
· Willeskop
· Willige Langerak
· Wilnis
· Zegveld
· Zuilen
· Zuid-Polsbroek